# British Ornithologists' Union
La British Ornithologists' Union (BOU) est une organisation britannique destinée à encourager l'étude des oiseaux en Angleterre, en Europe et à travers le monde, notamment pour mieux comprendre leur biologie et d'aider à leur protection. Elle est l'une des plus anciennes organisations ornithologiques.
Elle fut fondée en 1858 par Alfred Newton (1829-1907), le révérend Henry Baker Tristram et d'autres scientifiques.
Son journal trimestriel se nomme Ibis et est publié depuis 1859.
Son siège se situe à Tring, sur le site du Muséum de Tring, dans le Hertfordshire.

## Liste des présidents
- 1858-1867 : Henry Maurice Drummond-Hay (1814-1896)
- 1867-1896 : Lord Lilford (1833-1896)
- 1896-1913 : Frederick DuCane Godman (1834-1919)
- 1913-1918 : Robert George Wardlaw Ramsay (1852-1921)
- 1918-1921 : William Eagle Clarke (1853-1938)
- 1921-1922 : Henry John Elwes (1846-1922)
- 1923-1928 : Lord Lionel Walter Rothschild (1868-1937)
- 1928-1933 : William Lutley Sclater (1863-1944)
- 1933-1938 : Harry Witherby (1873-1943)
- 1938-1943 : Sir Norman Boyd Kinnear (1882-1957)
- 1943-1948 : Percy Roycroft Lowe (1870-1948)
- 1948-1955 : Sir Arthur Landsborough Thomson (1890-1977)
- 1955-1960 : William Homan Thorpe (1902-1986)
- 1960-1965 : Reginald Ernest Moreau (1897-1970)
- 1965-1970 : Vero Copner Wynne-Edwards (1906-1997)
- 1970-1975 : Guy Mountfort (1905-2003)
- 1975-1979 : Sir Hugh Elliott (1913-1989)
- 1979-1983 : Stanley Cramp
- 1983-1987 : James F. Monk
- 1987-1990 : David Snow
- 1990-1994 : Janet Kear (1933-2004)
- 1994-1999 : John Croxall
- 1999-2003 : Ian Newton